# Слівінський Артем Миколайович
Арте́м Микола́йович Сліві́нський — старший солдат Збройних сил України, учасник російсько-української війни.
Брав участь у боях на сході України в складі військової частини, що мирного часу базується на Житомирщині.

## Нагороди
За особисту мужність, сумлінне та бездоганне служіння Українському народові, зразкове виконання військового обов'язку відзначений — нагороджений
- 10 жовтня 2015 року — орденом «За мужність» III ступеня.